# Zubovce (Vrapčište)
Zubovce (makedonsky: Зубовце, albánsky: Zuboc) je vesnice v Severní Makedonie. Nachází se v opštině Vrapčište v Položském regionu. 
Podle sčítání lidu z roku 2002 žije ve vesnici 762 obyvatel. Etnickými skupinami jsou:
- Makedonci – 478
- Albánci – 223
- Turci – 58
- Srbové – 2
- ostatní – 1